# Sommer-Paralympics 2008/Teilnehmer (Kasachstan)
| stlisierte Goldmedaille | stlisierte Silbermedaille | stlisierte Bronzemedaille |
| ----------------------- | ------------------------- | ------------------------- |
| —                       | —                         | —                         |

Kasachstan nahm mit drei Sportlern an den Sommer-Paralympics 2008 im chinesischen Peking teil.
Fahnenträgerin war die Powerlifterin Lyazat Salimzhanova, die auch das beste Ergebnis ihrer Mannschaft erreichte. In der Klasse bis 75 Kilogramm kam sie auf den siebten Platz.

## Teilnehmer nach Sportarten

### Leichtathletik
Frauen
- Svetlana Makeyeva

### Powerlifting (Bankdrücken)
Frauen
- Lyazat Salimzhanova

### Schwimmen
Männer 
- Pavel Muravyev